# NGC 4587
NGC 4587 este o galaxie lenticulară situată în constelația Fecioara. A fost descoperită în 17 aprilie 1882 de către Johann Palisa. Se află la o distanță de 18,89 megaparseci de Pământ.